# Langue de Castille

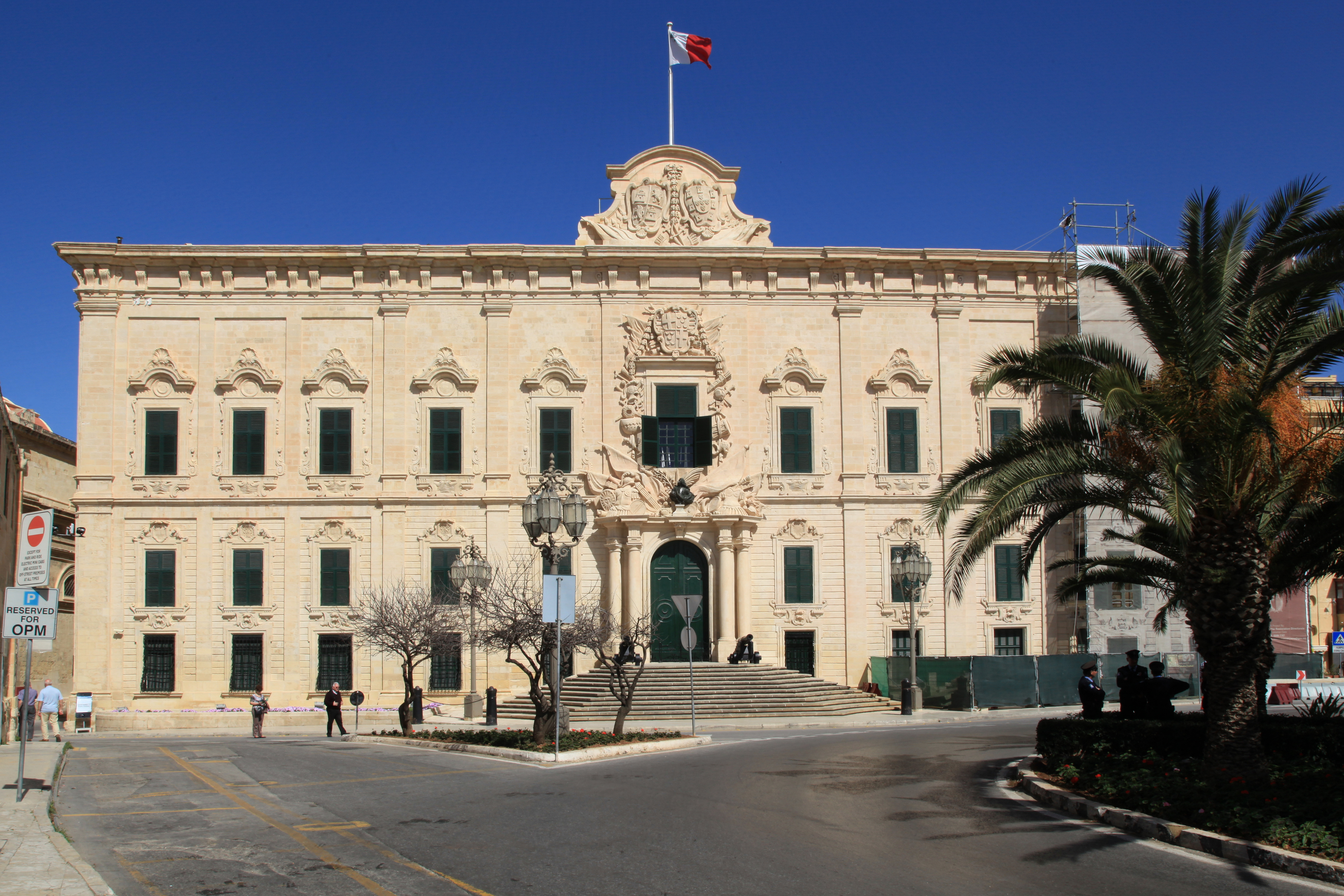
Auberge de Castille à La Valette

La Langue de Castille était, avec celles de Provence, d'Italie, d'Angleterre, d'Aragon, de France, d'Allemagne, d'Auvergne, l'une des huit langues (ou provinces) des Hospitaliers de l'ordre de Saint-Jean de Jérusalem, existant après 1462.

## Historique
La langue d'Espagne créée en 1301 fut scindée en deux en 1462 avec la création de la langue de Castille et de celle d'Aragon.

## Grand prieuré de Castille et León
Le grand prieuré de Castille et Leon, créé en 1149, comprend 37 commanderies.

### Les commanderies
Dans le royaume de León on dénombre 24 sites qui ont eu à un moment donné le statut de commanderie: Alcolea, Bodonal, Bóveda, Calasparra, Fuentelapeña, Morentaña, Pacos, Paradinas, Peñalen, Camarón (es), Castronuño, Ciudad Rodrigo, Fregenal, Talavera, Tocina, Trevejo, Vadillo, Vera, Portomarín, Quiroga, Salamanca, Cañizalet Villa Escusa, Villar del Pozo, Yébenes. De même en Castille où les commanderies connues pour la période médiévale se trouvaient à: Almazán, Wamba, Burgos et Buradón , Camera, Carecinos, Cubillas, Lora (baillie), Fresno, León, Fuente Viesgo, Reinoso, Rubiales, Vallejo, Villela, Viso.
La création de la langue de Castille et le passage à l'époque moderne entraînent une restructuration (dite remembrement) de ces commanderies et le regroupement de certaines d'entre elles à laquelle il faut ajouter l'absorption des biens de l'ordre canonial régulier du Saint-Sépulcre en 1489 :
|                | Commanderie                             | Origine                              | Création    | Dévolution | Diocèse | Protection | Observations |
| -------------- | --------------------------------------- | ------------------------------------ | ----------- | ---------- | ------- | ---------- | --- |
| Commanderie d' | Alcolea                                 |                                      |             |            |         |            | |
| Commanderie d' |                                         |                                      |             |            |         |            | |
| Commanderie d' | Arramele (Tolosa)                       | ?                                    | -           | -          |         |            | Origine templière douteuse. A d'abord fait partie du grand prieuré de Navarre avant de dépendre de celui de Castille puis de nouveau en Navarre comme membre de la commanderie d'Indurain                                                                 |
| Commanderie de | Benavente et Rubiales                   |                                      |             |            |         |            | Membres : * Altobar de la Encomienda (es) * ... |
| Commanderie de | Burgos & Buradón (es)                   |                                      |             |            |         |            | Voir aussi Ermitage San Nicolás de Puente Fitero (it) Église de Saint-Pierre-et-Saint-Felices Quintanilla de las Carretas (es) (membre) |
| Commanderie de | El Viso                                 |                                      |             |            |         |            | Commanderie magistrale. Ancienne baillie de Olmos (es) Membres : * Carranque * Palomeque (1476) |
| Commanderie de | Fuentelapeña                            | Ordre de Saint-Jean de Jérusalem     | 1504 (1116) |            | Zamora  |            | Possession hospitalière depuis 1116 mais commanderie uniquement à partir de 1504 et auparavant membre de Castronuño |
| Commanderie de | Fregenal de la Sierra                   | Ordre du Temple                      | 1335        |            |         |            | |
| Commanderie de | Higuera la Real                         |                                      | 1335        |            |         |            | Probablement membre de Fregenal avant de devenir une commanderie autonome. Commandeur commun avec Trevejo et Bodonal de la Sierra (1461, 1479) |
| Baillie de     | Lora                                    |                                      |             |            |         |            | Regroupait à partir de la fin du XVe siècle Lora del Rio, Setefilla (es), Alcolea del Río, Tocina, et Robayna (Robaina, Huévar del Aljarafe) |
| Commanderie de |                                         |                                      |             |            |         |            | |
| Commanderie d' | Osoño (gl) (Vilardevós)                 |                                      |             |            |         |            | |
| Commanderie de | Pazos de Arenteiro (gl) (Boborás)       | Ordre du Saint-Sépulcre de Jérusalem |             | 1489       |         |            | Membres: *San Salvador de Pazos *San Miguel de Alvarellos *San Julián de Astureses (gl) *San Cosme de Cusanca *San Silvestre de Cardelle * Santa María Magdalena de Trives (es) et son annexe, San Bartolomé de Trives                                    |
| Baillie du     | Saint-Sépulcre de Toro (es)             | Ordre du Saint-Sépulcre de Jérusalem |             | 1489       |         |            | L'église Santa María de la Vega (es) a été le chef-lieu d'une commanderie de l'ordre au XIIe siècle (attestée en 1184) avant que les Hospitaliers n'héritent des biens de l'ordre canonial régulier du Saint-Sépulcre en 1489 et ne créent cette baillie. |
| Commanderie de | Quiroga                                 |                                      |             |            |         |            | Membres : * L'Hospital (Incio) (es) |
| Commanderie de | Salamanque, Ledesma & San Gil de Zamora |                                      |             |            |         |            | Dite commanderie de San Juan de Barbalos (es) vendue le 15 février 1808 à Don José Antonio Caballero |
|                |                                         |                                      |             |            |         |            | |

## Grand prieuré de Portugal
Le grand prieuré de Portugal, créé en 1232, comprenait 21 commanderies avant sa disparition. Au XVIe siècle on en dénombrait 29.

### Liste des commanderies
Au gré des acquisitions, cessions et remembrements, le nombre de commanderies a évolué au fil des siècles. 
Sont connus comme ayant été le chef-lieu d'une commanderie ou alors comme membre de l'une d'entre elles :
Abreiro (pt), Águas Santas et Sezures (pt) (municipalité de Maia), Aldeia Velha (Sabugal), Algozo, Moura Morta (pt), Faia (pt), Veade (pt) et Miranda do Douro, Ansemil, baillie de Leca (pt), Santa Maria de Barrô (pt), Beja, Sernancelhe, Chavão (pt), Corveira (pt), Covilhã, Elvas et Montoito (pt), São Tiago de Fontes et São Sebastião de Fornelos (pt), Santa Maria de Fregina [sic] [Fregim (pt)] et Santo Adrião de Sátão [sic] [Santão], Santa Maria Madalena de Freixial [sic] [Freixiel (pt)], Frossos et Rossos, Oleiros, Oliveira do Hospital, São Miguel de Poiares (pt), Rio Meão, Santa Eulália da Ordem (pt), São Brás (Lisbonne), São João de Alporão de Santarém (pt), São Cristóvão et Almas, Távora (pt), Torres Vedras, Trancoso, Vera Cruz (pt) et Portel, Vila Cova a Coelheira et Vilarinho dos Frades (pt).
Ci-dessous la liste des commanderies en 1734 d'après les registres de comptes du bailli Frei Rodrigo Manuel Gorjão:
|                | Commanderie                | Origine | Création | Dévolution | Diocèse | Protection                                       | Observations |
| -------------- | -------------------------- | ------- | -------- | ---------- | ------- | ------------------------------------------------ | --- |
| Prieuré de     | Crato                      |         |          |            |         |                                                  | Membres : * Amieira do Tejo (pt) * Belver (pt) * Carvoeiro (pt) * Envendos (pt) * Gavião * Gáfete (pt) * Pedrógão Pequeno (pt) * Proença-a-Nova * Sertã * La commanderie de Tolosa (pt) et celle d'Oleiros et Álvaro (pt) |
| Baillie de     | Leça (pt)                  |         | 1128     |            |         | Sainte Marie                                     | Santa Maria de Leça Monastère de Leça do Balio Membres : * Aldoar * Barreiros (freguesia de Maia (pt)) * Custóias (pt) * Gondim (pt) * Gueifães (pt) * Infesta (São Mamede)                                               |
| Commanderie de | Águas Santas               |         |          |            |         |                                                  | Membres : * Cornes (pt) (Malta, Vila do Conde) |
| Commanderie de | Algozo                     |         | 1224     |            |         | Saint Sébastien                                  | São Sebastião de Algoso *Château d'Algoso (pt) |
| Commanderie de | Barrô (pt)                 |         |          |            |         | Sainte Marie                                     | ... |
| Commanderie de | Cernarnselhe [sic]         |         |          |            |         |                                                  | Sernancelhe |
| Commanderie de | Chavão (pt) et Santa Marta |         |          |            |         | Saint Jean-Baptiste et sainte Marthe de Béthanie | São João Baptista de Chavão Membres : * Barcelos |
| Commanderie de | Elvas & Montouto (pt)      |         |          |            |         |                                                  | ... |
| Commanderie de | Fontes & Fornelos (pt)     |         |          |            |         | Saint Jacques et Saint Sébastien                 | São Tiago de Fontes et São Sebastião de Fornelos |
| Commanderie de | Fregim (pt)                |         |          |            |         |                                                  | Santa Maria de Fregina / de Fregim Membres : *Santo Adrião de Santão *Hospital de Cima (pt) et de Baixo (pt) |
| Commanderie de | Mouramorta (pt)            |         | av. 1258 |            | Porto   | Sainte Colombe de Cordoue                        | Santa Comba de Moura Morta |
| Commanderie de | Oleiros                    |         |          |            |         |                                                  | ... |
| Commanderie de | Oliveira do Hospital       |         |          |            |         |                                                  | ... |
| Commanderie de | Poyares (pt)               |         |          |            |         | Saint Michel                                     | São Miguel de Poiares (Peso da Régua) |
| Commanderie de | Rio Meão                   |         |          |            |         | Saint Jacques                                    | São Tiago de Rio Meão [ne figure pas dans les registres de 1734] |
| Commanderie de | Rossos                     |         |          |            |         |                                                  | Il s'agit de Rossas (Arouca), on trouve la commanderie dite de Frossos et Rossos |
| Commanderie de | São João de Alporão (pt)   |         |          |            |         | Saint Jean                                       | Santarem |
| Commanderie de | Távora (pt) et Aboim (pt)  |         |          |            |         | Sainte Marie                                     | Santa Maria de Távora Membres : *Extremo (pt) *Portela (pt) (viguerie Notre-Dame de Portela) |
| Commanderie de | Torres Vedras              |         |          |            |         |                                                  | ... |
| Commanderie de | Vera Cruz (pt)             |         |          |            |         |                                                  | Vera Cruz de Marmelar |
| Commanderie de | Vila Cova                  |         |          |            |         |                                                  | [Chambre magistrale donc ne figure pas dans les registres de 1734] |
| Commanderie de | ...                        |         |          |            |         |                                                  | ... |